# Erebia merula
Erebia merula är en fjärilsart som beskrevs av William Chapman Hewitson 1875. Erebia merula ingår i släktet Erebia och familjen praktfjärilar. Inga underarter finns listade i Catalogue of Life.